# Macchina semplice
Una macchina semplice è un tipo di macchina che non si può scomporre in macchine ancora più elementari. Dal punto di vista storico, le macchine semplici rappresentano le tecnologie più antiche per applicare una forza maggiore della sola forza muscolare, attraverso il principio del guadagno meccanico

## Caratteristiche
Una delle caratteristiche distintive della specie umana è la capacità di fabbricare strumenti con i quali costruirne altri. Gli utensili (come il martello, le forbici o la sega) sono un prolungamento materiale delle mani dell'uomo che permettono di lavorare con maggiore precisione e velocità i materiali con cui si costruiscono gli oggetti. Le macchine sono un'evoluzione degli utensili e sostituiscono o potenziano molte capacità umane: ad esempio la lavatrice sostituisce il lavoro muscolare per il lavaggio degli indumenti, mentre l'auto permette di muoversi velocemente su strada.
L'uso delle macchine ha permesso all'uomo di compiere lavori per cui erano richieste forze superiori alla sua, sfruttando ad esempio la forza del vento, dei combustibili e dell'acqua. Senza le macchine l'uomo vivrebbe ancora allo stato primitivo e non si sarebbe potuta ottenere alcuna forma di progresso.
Per "macchina" si intende quindi qualsiasi apparecchio utilizzato per aumentare il valore della forza, cambiarne la direzione o aumentare la velocità con cui si esegue un lavoro. Esistono macchine di tanti tipi e dimensioni, ma sebbene possano sembrare complesse, tutte le macchine non sono altro che una combinazione di macchine semplici o la modificazione di una macchina semplice.
Per macchina semplice si intende una macchina che è mossa da una sola forza. Una macchina semplice non ha una fonte di energia in se stessa e quindi non può eseguire del lavoro a meno che l'energia non le venga somministrata dall'esterno.
Le macchine semplici aiutano l'uomo a svolgere diversi compiti: sollevare, trasportare, ruotare, tirare e tagliare. Combinando insieme le macchine semplici, si ottengono le "macchine complesse", le quali sono destinate ad eseguire compiti più specifici.

## Tipologie
- la leva
- l'asse della ruota
- la puleggia
- il piano inclinato
- la vite
- il cuneo
- la carrucola

## La leva
La leva è una macchina semplice che è costituita da un'asta rigida (costituita da una lunga trave, un travicello o una sbarra)  a cui vengono applicate due forze, una detta "potenza" e l'altra detta "resistenza", che ruota attorno ad un punto fisso, detto fulcro.
La distanza tra il fulcro e la resistenza è detta braccio della resistenza {\displaystyle br}, quella tra il fulcro e la potenza è detta braccio della potenza {\displaystyle bp}.
Il punto di applicazione della resistenza è quello dove si trova la resistenza da vincere. Il punto in cui si applica la forza per muovere il carico è il punto di applicazione della potenza. Quanto più vicino sarà il fulcro al carico, tanto minore sarà lo sforzo per sollevare il carico stesso.
Sulla leva agiscono due forze contrapposte: la forza resistente (R) e la forza motrice (M) che compie il lavoro. Si possono avere i seguenti casi:
- Se {\displaystyle bp} è uguale a {\displaystyle br}, la leva si dice "indifferente";
- Se  {\displaystyle bp} è minore rispetto a {\displaystyle br}, la leva si dice "svantaggiosa";
- Se {\displaystyle bp} è maggiore rispetto a {\displaystyle br}, la leva si dice "vantaggiosa".

Vi sono solo tre generi di leve, a seconda di quali posizioni occupino il fulcro, la potenza e la resistenza:
- Leva di primo genere: il fulcro si trova tra la potenza e la resistenza.
- Leve di secondo genere: le leve di secondo genere hanno sempre la resistenza tra la potenza ed il fulcro;
- Leve di terzo genere: la potenza si trova tra la resistenza ed il fulcro.

### Leve di 1º genere
Nella leva di primo genere il fulcro si trova tra il punto d'applicazione della resistenza e quello della potenza.
La leva di primo genere può essere:
- "vantaggiosa" se il braccio della potenza è più lungo di quello della resistenza;
- "svantaggiosa" se il braccio della potenza è minore di quello della resistenza;
- "indifferente" se la lunghezza dei due bracci è uguale.

Alcuni esempi di leve di primo genere sono: le forbici, le tenaglie, l'altalena, il piede di porco, il palanchino (asta per sollevare le pietre).

### Leve di 2º genere
Nella leva di secondo genere il punto di applicazione della resistenza si trova fra il fulcro e il punto di applicazione della potenza.
La leva di secondo genere è sempre vantaggiosa perché il braccio della potenza è sempre più lungo di quello della resistenza.
Alcuni esempi di leve di secondo genere sono: la carriola, il pedale della bicicletta, il pedale del freno dell'auto, il cavatappi e lo schiaccianoci.

### Leve di 3º genere
Nella leva di terzo genere il punto di applicazione della potenza si trova fra il fulcro e il punto di applicazione della resistenza.
La leva di terzo genere è sempre svantaggiosa, perché il braccio della potenza è sempre più corto di quello della resistenza. Essa viene comunque usata perché permette di prolungare lo spazio d'azione e fare movimenti più precisi. Queste leve non aumentano il lavoro, ma rendono possibile il trasporto di oggetti in maniera più comoda, a maggiori distanze e più o meno rapidamente.
Alcuni esempi di leve di terzo genere sono: la canna da pesca, la vanga, la pinza a molla, le pinzette, la scopa e il braccio umano.

## Asse della ruota

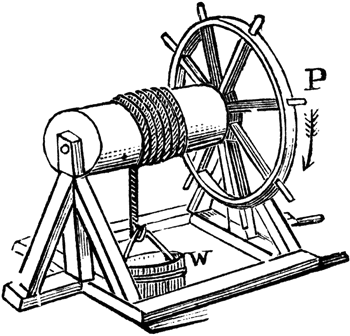
Esempio di asse della ruota

L'asse nella ruota è un corpo cilindrico che gira intorno ad un asse. L'asse vero e proprio è costituito da un cilindro rigido il cui asse coincide con l'asse del cilindro maggiore. La ruota e l'asse formano un unico corpo quando sono vincolate l'una all'altra in modo fisso e funzionano insieme. Sull'asse e nella scanalatura della ruota si fanno passare due corde avvolte in senso contrario. Questa macchina funziona come una leva continua di primo genere.
L'asse della ruota può essere:
- ad asse orizzontale; in questo caso viene chiamata "verricello";
- ad asse verticale; in questo caso viene chiamata "argano".

Vi sono diversi tipi di ruote a seconda del loro compito. Le ruote delle automobili e dei treni sono esempi noti a tutti: esse permettono all'uomo di muoversi più rapidamente su maggiori distanze. Se si cercasse di spingere una cassetta di sabbia lungo una strada, l'attrito che si verificherebbe tra cassetta e strada sarebbe così forte da rendere difficile l'operazione. Ma se alla parte inferiore della cassetta si applicano delle ruote, essa si muoverà più facilmente essendo diminuito l'attrito.
Alcune ruote fanno girare altre ruote, come le ruote dentate della bicicletta oppure quelle di un frullino o degli orologi, grandi e piccoli. Alcune ruote fanno girare l'asse sul quale sono montate in modo da ruotare insieme, come si verifica nelle maniglie delle porte, nelle manopole degli apparecchi radiotelevisivi e nel volantino che controlla il vapore in un radiatore.

### Verricello

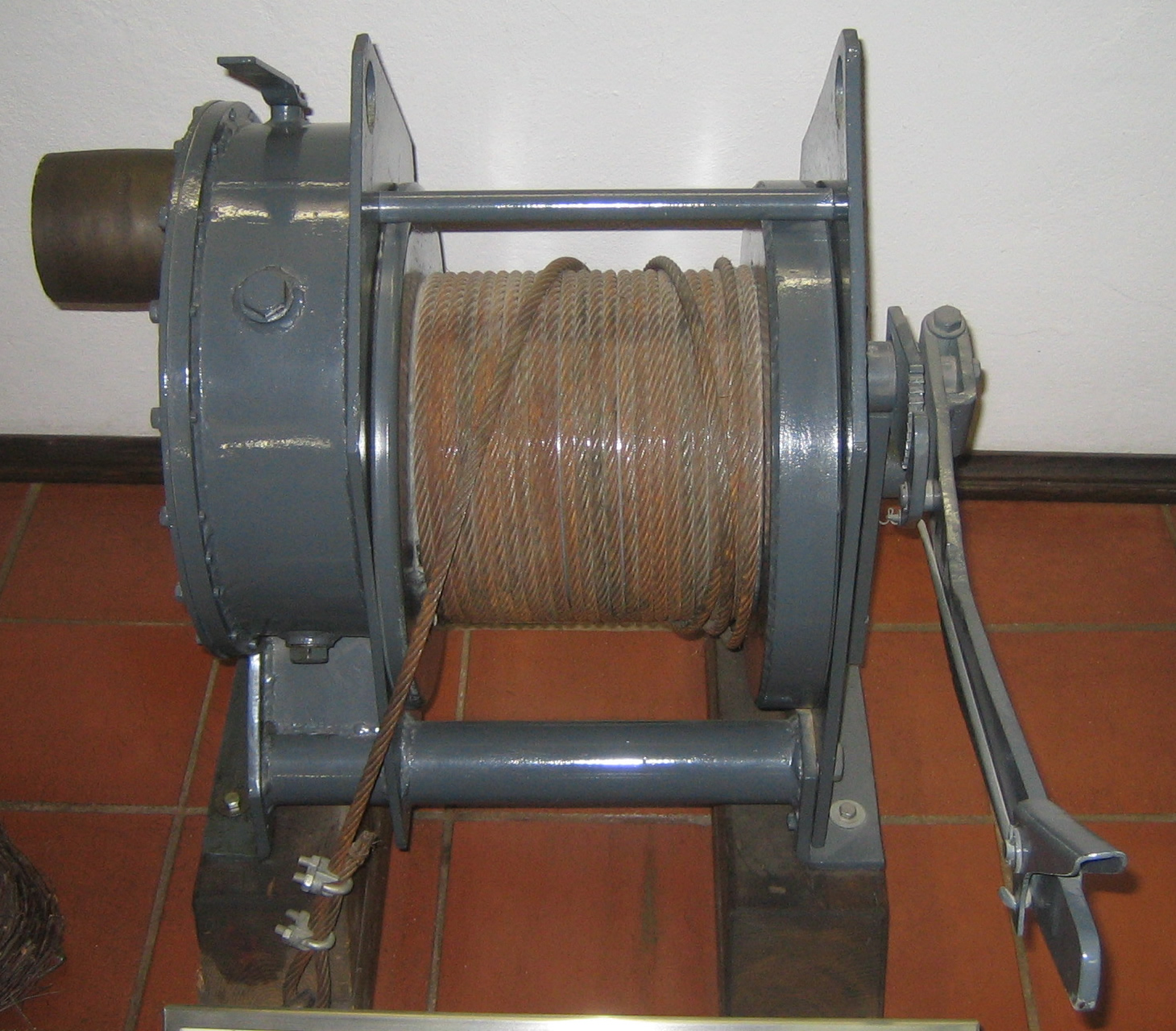
Verricello

Il verricello serve a trascinare pesi. È un cilindro orizzontale che, fatto ruotare azionando una manovella o quattro aste perpendicolari al suo asse, avvolge la fune sulla quale è applicata la resistenza.
La potenza ha un braccio tanto maggiore di quello della resistenza quanto più lunghe sono manovella o aste.
Il verricello può essere paragonato ad una leva di 1° genere vantaggiosa.

### Argano
L'argano serve a sollevare pesi. È un cilindro verticale che, fatto ruotare azionando quattro aste perpendicolari al suo asse, avvolge una fune sulla quale è applicata la resistenza.
Anche in questa macchina la potenza ha il braccio tanto maggiore, rispetto a quello della resistenza, quanto più lunghe sono le aste. 
Può essere paragonato ad una leva di 1° genere vantaggiosa e permette di spostare carichi molto pesanti.

### Puleggia

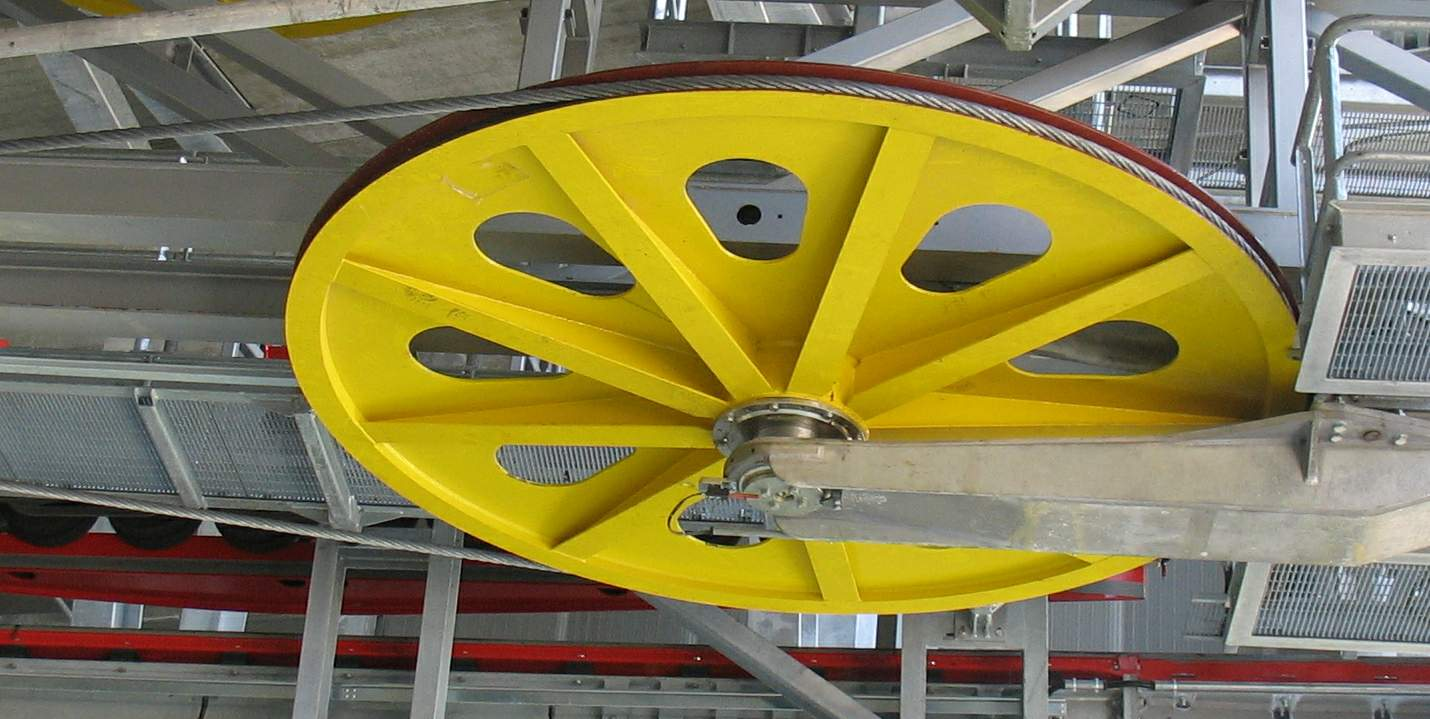
Puleggia

La puleggia non è altro che una ruota scanalata. Si inserisce un cavo nella scanalatura della puleggia, il quale sottoposto a trazione fa girare la puleggia. La puleggia fissa ha l'asse solidale ad un supporto e se si fissa un carico ad una estremità del cavo lo si può sollevare con maggiore comodità. Non si è aumentata la forza, ma se ne è cambiata la direzione; una persona può collocarsi in un dato posto ed usufruire del peso del proprio corpo per aiutarsi a sollevare il carico invece di trasportarlo.

### Paranco
Il paranco si compone di una carrucola fissa ed una carrucola mobile, al cui asse si fissa il carico, e diverse funi. Si adopera il paranco per aumentare il vantaggio meccanico. Più grande è il numero delle carrucole mobili più si aumenta il vantaggio meccanico, poiché il peso da sollevare viene ripartito su ogni tratto verticale della fune passante dalle carrucole mobili.

### Carrucola

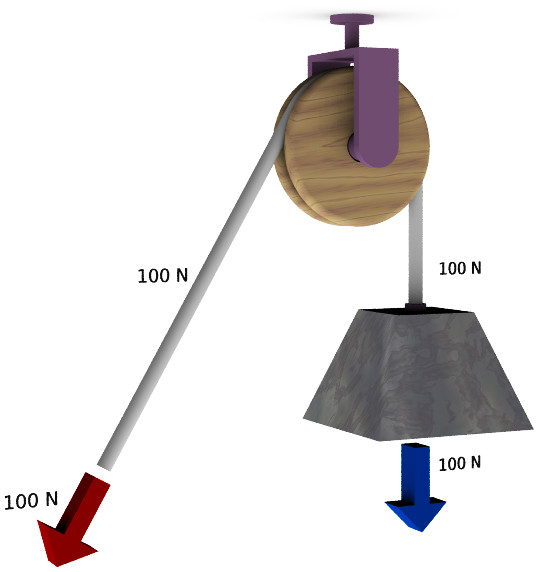
Carrucola

La carrucola è un meccanismo costituito da una ruota sulla cui superficie è ricavata una scanalatura entro la quale scorre una fune o una catena.
Essa può essere fissa o mobile:
- è fissa quando il perno è ancorato e scorre la fune;
- è mobile quando ad essere ancorata è la corda o la catena e a scorrere è la carrucola.

Nel primo caso può essere paragonata ad una leva indifferente, nel secondo ad una leva vantaggiosa (la forza da applicare viene dimezzata).
Per rendere il sistema della carrucola ulteriormente vantaggioso è possibile applicare una seconda carrucola.

## Piano inclinato

Piano inclinato

Il piano inclinato è una macchina vantaggiosa e forma un angolo con il piano orizzontale.
Sul piano inclinato la resistenza si scompone in due e così la potenza deve contrastare solo la resistenza R1 parallela al piano inclinato.
Minore è l'angolo d'inclinazione del piano e minore è la potenza da applicare, anche se aumenta lo spazio da percorrere per raggiungere la stessa altezza.
Il piano inclinato è una macchina assai semplice: si tratta, in effetti, di una superficie inclinata che rende più facile tirare, spingere o far rotolare carichi pesanti. In luogo di sollevare un pianoforte su di un autocarro, si può collocare un robusto asse rigido che va dal suolo alla superficie portante dell'autocarro e spingere il pianoforte su tale superficie inclinata per farlo salire sull'autocarro. Si impiegherà uno sforzo minore, ma si dovrà esercitare questo sforzo sulla maggiore distanza che percorre il carico, costituendo il piano inclinato l'ipotenusa di un triangolo rettangolo. Le scale possono essere ricondotte ad un piano inclinato. In alcuni casi, come avviene negli stadi sportivi, ci si muove da un livello all'altro a mezzo di rampe, che sono in effetti piani inclinati.

## Vite

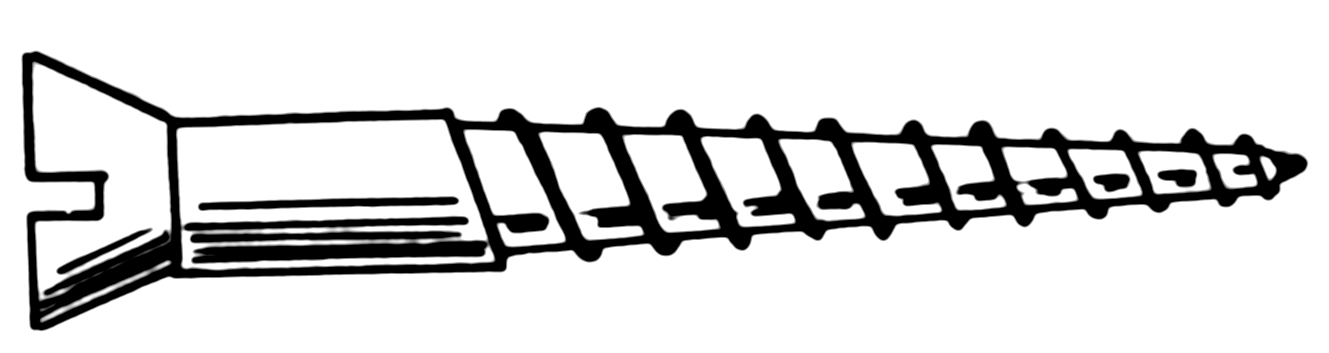
Vite

La vite è un piano inclinato avvolto su un cono che mostra una scanalatura elicoidale sempre più stretta (filetto). Facendo ruotare la vite, con una piccola potenza si riesce a vincere la grande resistenza del materiale. Il filetto vi penetra scavandovi la madrevite (anch'essa un piano inclinato avvolto). Le due superfici inclinate combaciano e si bloccano tra loro. Nello stesso modo funziona anche il bullone, che non è appuntito.
La vite è un piano inclinato avvolto a spirale lungo il suo bordo su di un cilindro od un cono. Si dice che la vite sia stata inventata da Archimede. La vite sviluppa grandi forze per sollevare pesi notevoli e per produrre grandi pressioni: basta pensare a come una vite tiene insieme strettamente due pezzi di legno o come una serie di martinetti può sollevare dalle sue fondamenta una casa prefabbricata, oppure come un argano solleva un'automobile o ancora quanto strettamente una morsa tiene insieme metallo e legno per poterlo tagliare o sagomare.
Le applicazioni pratiche della vite nell'uso domestico sono numerosissime: nei rubinetti, nelle lampadine, coperchietti di bottiglie, qualsiasi congiunzione dei tubi dell'acqua, spaccalegna a vite ecc.

## Cuneo

Cuneo

È un prisma a sezione triangolare, con una faccia minore (testa) e due facce maggiori (fianchi) unite nel vertice (punta o tagliente). Sul principio del cuneo funzionano tutti gli utensili da taglio: l'accetta, lo scalpello, il coltello, il punteruolo, ecc. Le tenaglie e le forbici sono una doppia leva con due cunei nel punto in cui si applica la forza di resistenza.
Il cuneo è essenzialmente un piano inclinato. Quanto più lungo sarà il cuneo in rapporto al suo spessore, tanto più facile sarà forzarlo all'interno degli oggetti. Gli spaccalegna adoperano un cuneo che battono con una mazza spingendolo nelle fibre del legno da tagliare. Quanto più penetra, tanto più profondamente si divideranno le due sezioni del ceppo.
I cunei aumentano la forza e stanno alla base dell'idea di tutti gli attrezzi da taglio e per perforare, come i coltelli, gli aghi, gli scalpelli, i chiodi, i bulloni e gli spilli. Tutte cose che dividono la carta, il legno o il tessuto penetrando negli stessi in seguito a pressione o spinta.

## Lavoro e vantaggio meccanico
Si può misurare il lavoro delle macchine, il quale rappresenta il prodotto scalare della forza per lo spostamento: ad esempio, se una persona solleva una scatola di 10 kg per un dislivello di 3 metri, ha svolto un lavoro pari a 30 kgf·m.
Il lavoro viene eseguito producendo moto o vincendo una resistenza; quest'ultima può essere costituita dall'attrito o dalla forza di gravità.
Il vantaggio meccanico di una macchina è il rapporto fra la resistenza e la potenza, come accade, ad esempio, se un uomo solleva un peso di 50 kgf applicando una forza di 10 kgf ad una leva. In questo caso il vantaggio meccanico della leva è di cinque a uno.
Il "chilogrammo forza", sebbene sia spesso utilizzato nel linguaggio comune (talvolta chiamandolo impropriamente "chilogrammo"), non è contemplato dal Sistema internazionale di unità di misura (SI), per cui la forza deve essere espressa in newton (1 N = 1/9,81 kgf).